# 三氨三羰基铬
三氨三羰基铬是一种有机铬化合物，化学式为Cr(CO)3(NH3)3。它可由六羰基铬和氢氧化钾在乙醇中（或和四甲基氢氧化铵在甲醇中）和浓氨水反应制得。它可以和芳烃（arene）反应，形成(arene)Cr(CO)3配合物。